# Carlo Gaudenzio Mignocchi
Carlo Gaudenzio Mignocchi (Trento, 1666 – Venezia, 1716) è stato un pittore italiano.

## Biografia

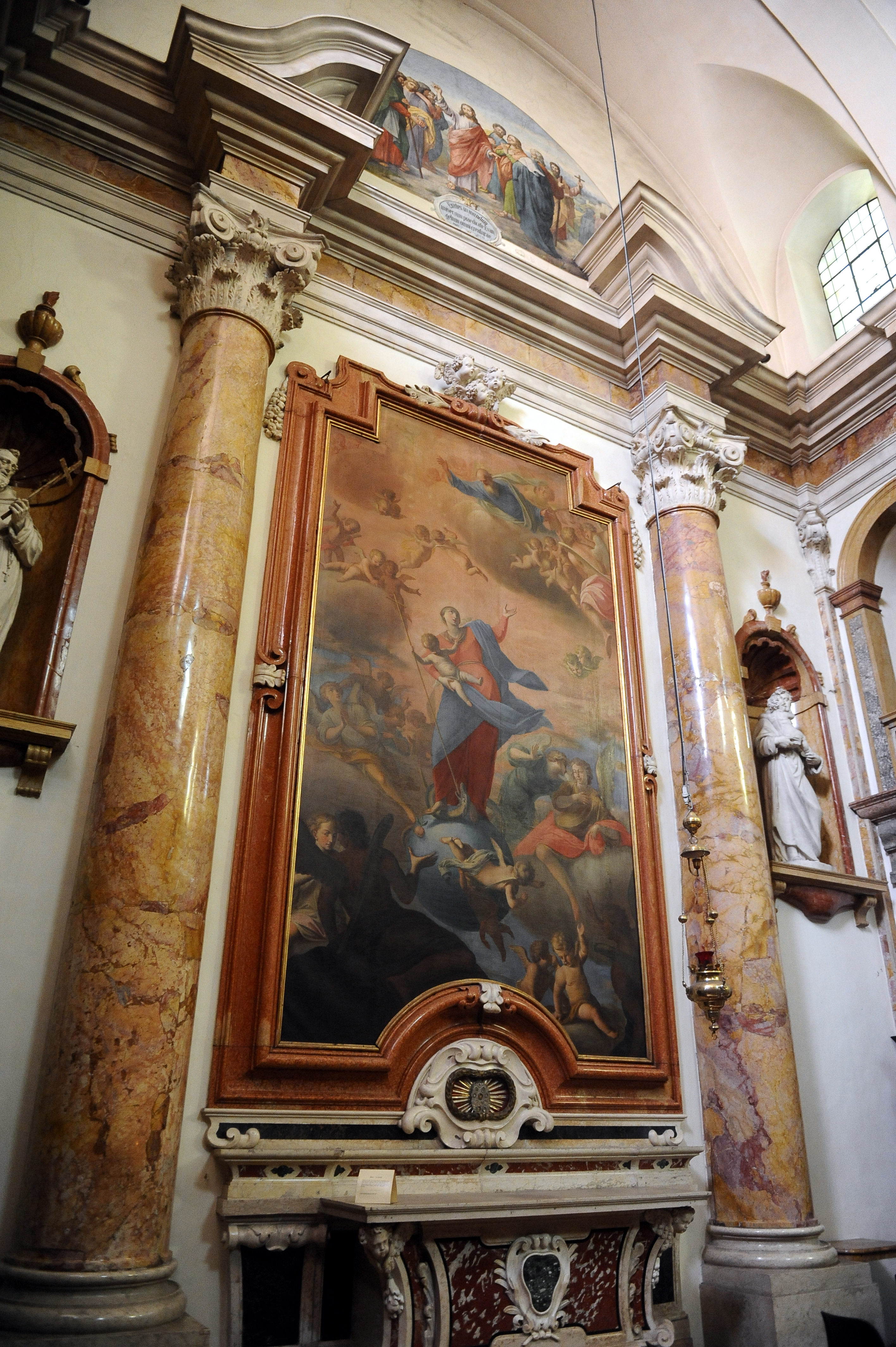
Carlo Gaudenzio Mignocchi, Maria: "La Donna". Chiesa di San Francesco Saverio, Trento.

Fu allievo dello zio Andrea Pozzo e iniziò la sua carriera fra i ponteggi della chiesa di Sant'Ignazio in Roma (Gloria di sant'Ignazio, 1694).
Tornato a Trento si dedicò alla pittura "di quadratura" o "illusiva".
Tra le sue opere si ricordano:
- le lunette per la chiesa di San Vincenzo martire a Isera (1699),
- le cinque tele per la chiesa di San Rocco a Rovereto (1700),
- la decorazione nel castello del Buonconsiglio (1701),
- gli affreschi per il collegio dei Gesuiti (1707),
- gli affreschi del santuario della Madonna alle Laste (1716).

Per la chiesa di chiesa di San Francesco Saverio realizzò nel 1711 una Natività, un Battesimo di Gesù, un Battesimo di Costantino, un San Pietro apostolo, un Transito di san Giuseppe, un'Immacolata Concezione e il Battesimo della regina indiana Neachile. Nella sacrestia si custodiscono inoltre un ovale di Maternità, San Francesco Saverio che resuscita un uomo (affresco sul soffitto della sacrestia) e un ovale di San Stanislao Kostka con Gesù Bambino. Dalla sacrestia furono trasferite nel Museo diocesano una Ultima cena, una Presentazione al tempio, Gesù che entra a Betania e il Martirio di santa Felicita.
Nel 1716 annegò in un fiume sulla via per raggiungere Venezia, forse un suicidio.